# 進歩改革党 (スリナム)
進歩改革党（しんぽかいかくとう、オランダ語: Vooruitstrevende Hervormingspartij、略称: VHP、英語: Progressive Reform Party）は、スリナムのヒンドゥー系政党。
2020年5月25日に行われた議会選挙で51議席中21議席を獲得し第一党となり、7月13日には党議長のチャン・サントクヒが大統領に選出された。